# Jean-Marie Bonnassieux

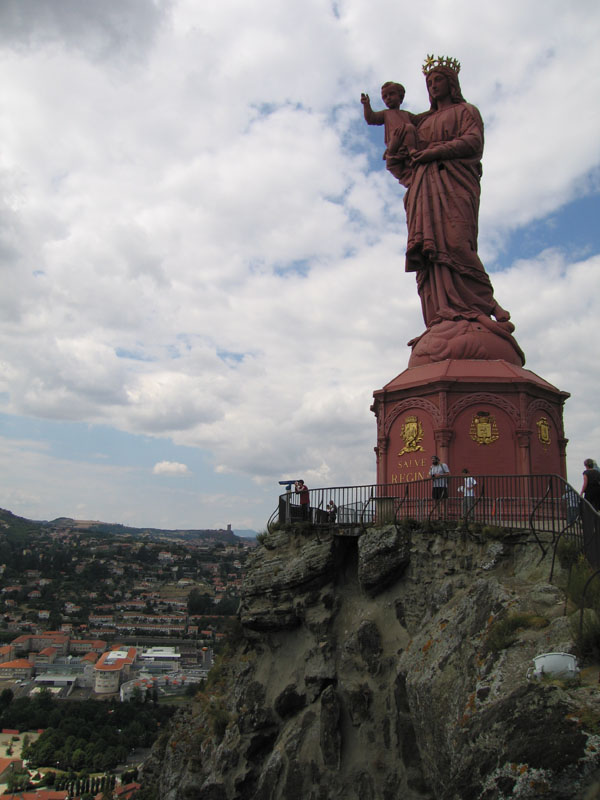
Nuestra señora de Francia, en Le Puy-en-Velay.

Jean-Marie Bienaimé Bienaimé Bonnassieux  (Panissières (Loire), 18 de septiembre de 1810 - París, 3 de junio de 1892) fue un escultor francés.

## Biografía
Hijo de un ebanista procedente de Lyon, Bonnassieux mostró talento desde la infancia y fue educado en la École des Beaux-Arts, París, bajo la tutela de Augustin-Alexandre Dumont. 
En 1836 Bonnassieux obtiene, conjuntamente con Auguste Ottin, el Primer Gran Premio de Roma de escultura con un relieve titulado Socrate buvant la cigüe. Parte hacia la Villa Médicis al año siguiente, y permanece allí hasta 1842.
Bonnassieux posteriormente es profesor en la Ecole, y entre sus estudiantes en la década de 1880 encontramos al joven estadounidense Lorado Taft, y al escultor británico americano Henry Hudson Kitson. 
Está enterrado en el cementerio de Montparnasse.

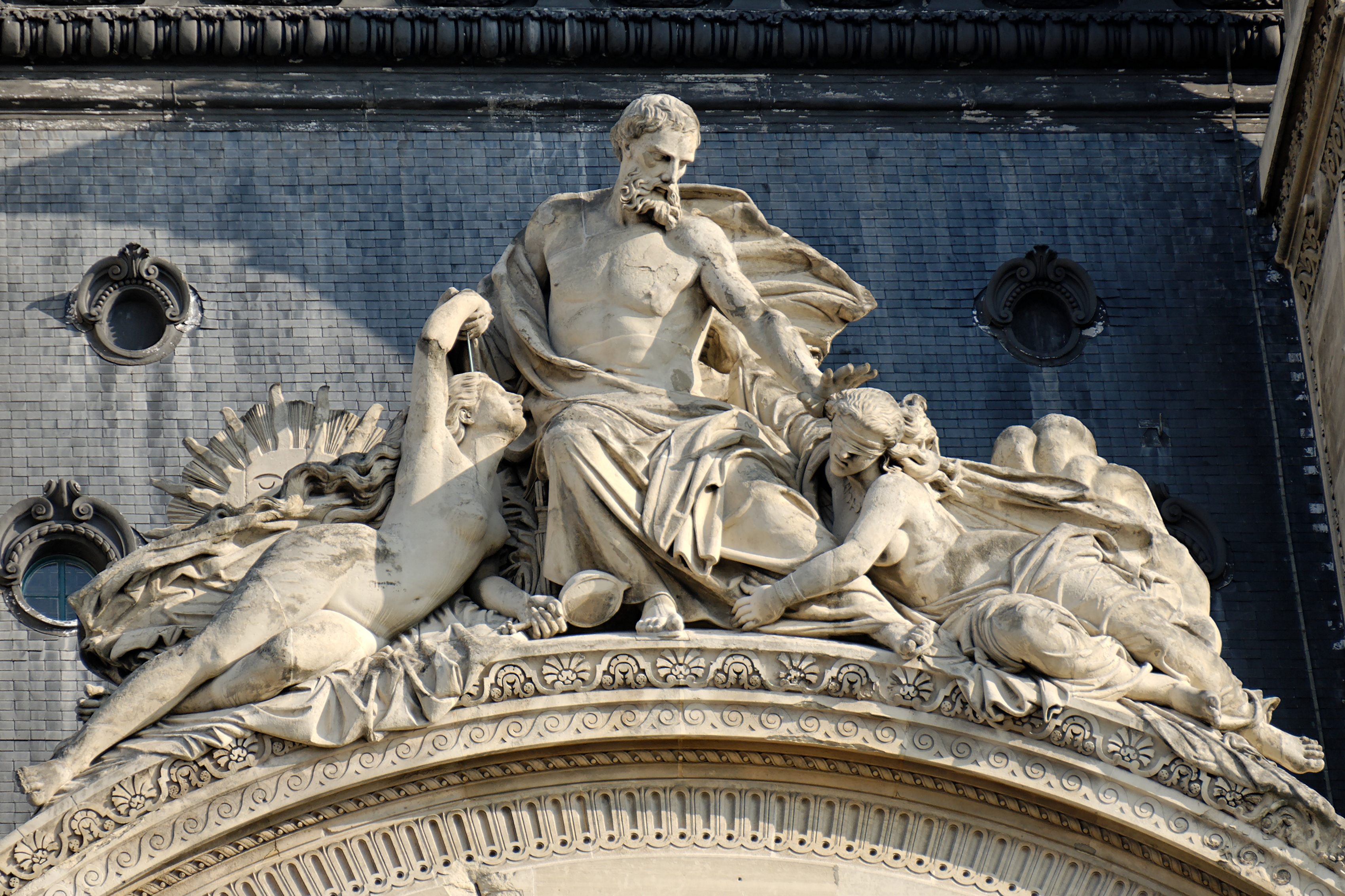
Sabiduría, Verdad y Error Frontón del pabellón de Marsan.

## Obras
- La Meditación (1855), estatua, mármol, París, museo del Louvre
- La Meditación, estatuilla (boceto), terracota, París, museo de Orsay
- Grupo de los héroes sobre el reloj, Bolsa de Lyon, 1858 y 1863
- Juana de Arco escuchando sus voces, arcángel San Miguel, Santa Catarina y Santa Margarita (hacia 1867), grupo(boceto), París, museo de Orsay

- trabajos arquitectónicos en el Palacio de Justicia de París, 1868
- San Francisco de Asís, estatuilla, terracota, París, museo de Orsay
- San Vicente de Paul, estatuilla, terracota, París, museo de Orsay
- El amor se corta las alas (Salón de 1842), estatua, mármol, París, museo del Louvre
- Monseñor Georges Darboy (hacia 1872), estatua, París, Catedral de Nuestra Señora de París, capilla de saint Georges
- Retrato de Dominique Ingres (1868), busto, mármol, París, cementerio del Père-Lachaise
- Sabiduría, Verdad y Error Frontón del pabellón de Marsan,grupo alegórico, París, Palacio del Louvre, en el costado del Jardín de las Tullerías, y otros trabajos en el edificio del Louvre de 1850 a 1880
- Nuestra señora de Francia, estatua, bronce, Le Puy-en-Velay, peñasco de Corneille. El 8 de septiembre de 1855, día de la fiesta de la natividad de la Virgen, el general Pélissier vence durante la guerra de Crimea en la batalla de Sebastopol. En signo de gratitud, aconseja al obispo Monseñor de Morlhon, solicitar al emperador Napoléon III algunos cañones, requisados al ejército ruso, para construir la estatua que la diócesis de Puy desea dedicarle a Nuestra Dama de Francia. Modelada por Jean-Marie Bonnassieux, La estatua realizada en fundición de hierro a partir de los 213 cañones de Sebastopol es inaugurada el 12 de septiembre de 1860 ante 120 000 peregrinos. Mide 16 metros (22,70 m con pedestal) para un peso total de 835 toneladas (110 toneladas para la estatua, 680 el pedestal de piedra y 45 su revestimiento de hierro).
- Resurrección, frontón (boceto), escayola y madera, Dreux, museo de Arte e Historia
- Retrato en busto del duque de Luynes (1802-1867)(1873), mármol, Biblioteca Nacional de Francia, departamento de las monedas, medallones y antigüedades
- L'Adoration des bergers, terracota - 75 x 145 cm, Tremblay-en-France, iglesia de San Medardo ver el enlace a La Tribune de l' Art Archivado el 24 de febrero de 2009 en Wayback Machine..
- La huida a Egipto, terracota - 75 x 110 cm, Tremblay-en-France, iglesia de San Medardo;
- El conde de Las Cases, estatua en los Jardines del Obispado, Lavaur, Tarn,

### Galería de imágenes

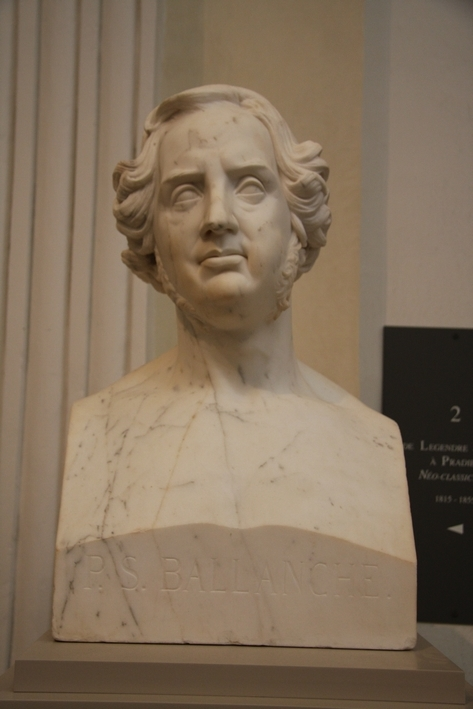
Busto de Pierre-Simon Ballanche, 1849, museo de Bellas Artes de Lyon
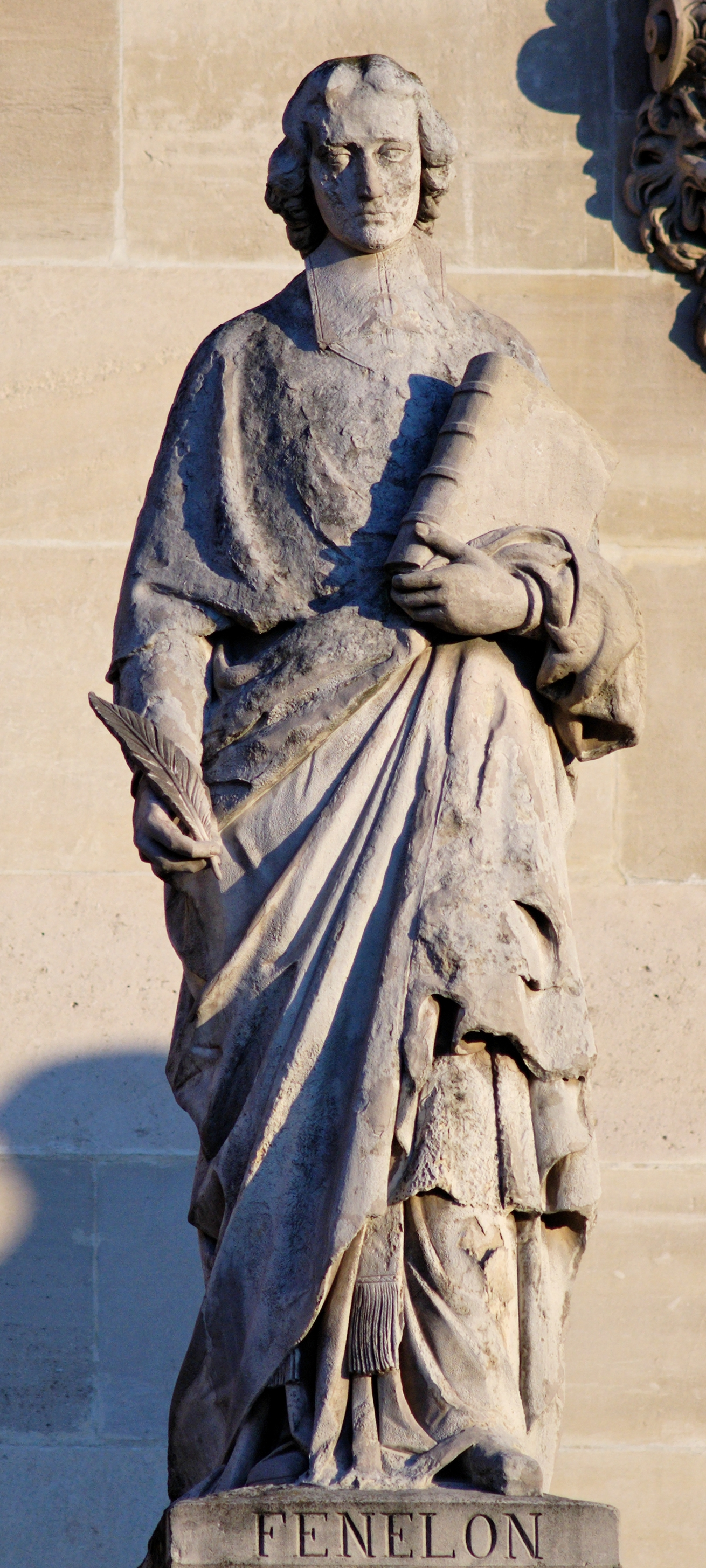
Estatua de Fenelón en el Cour Napoleón del Palacio del Louvre
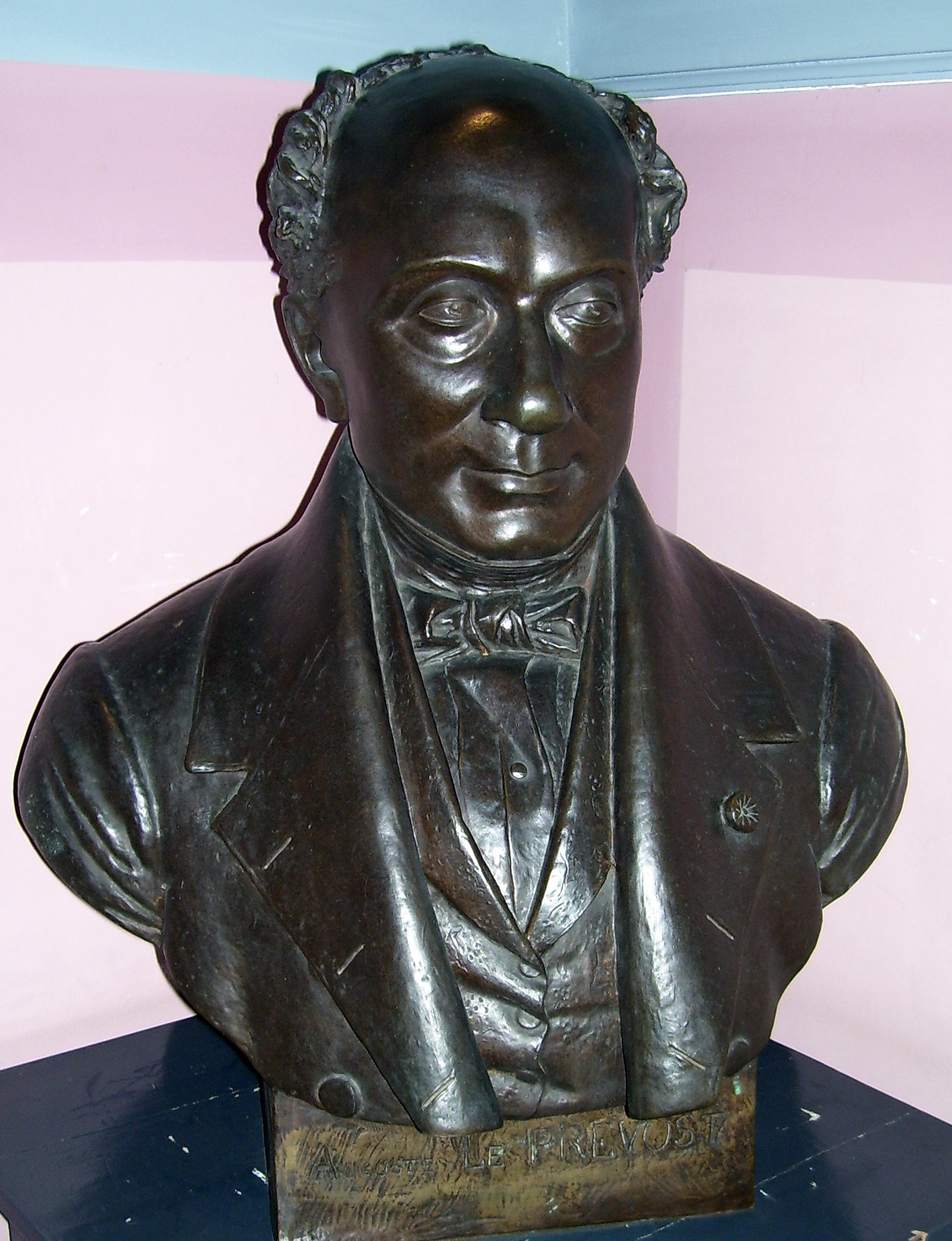
Busto de Auguste le Prévost
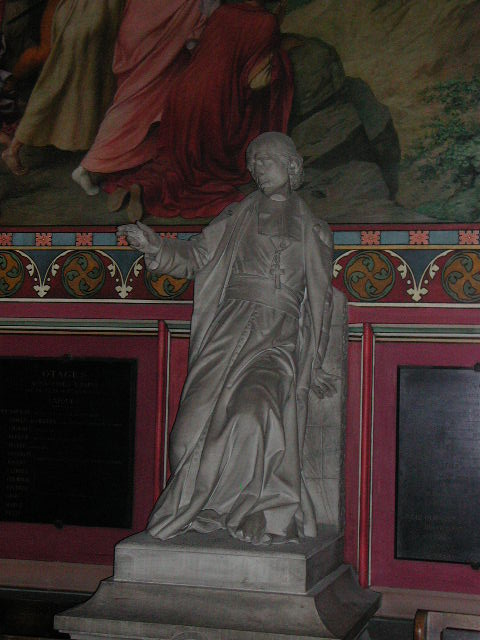
Tumba de monseigneur Georges Darboy (asesinado en 1871), París, Catedral de Notre Dame de París, capilla Saint-Georges.
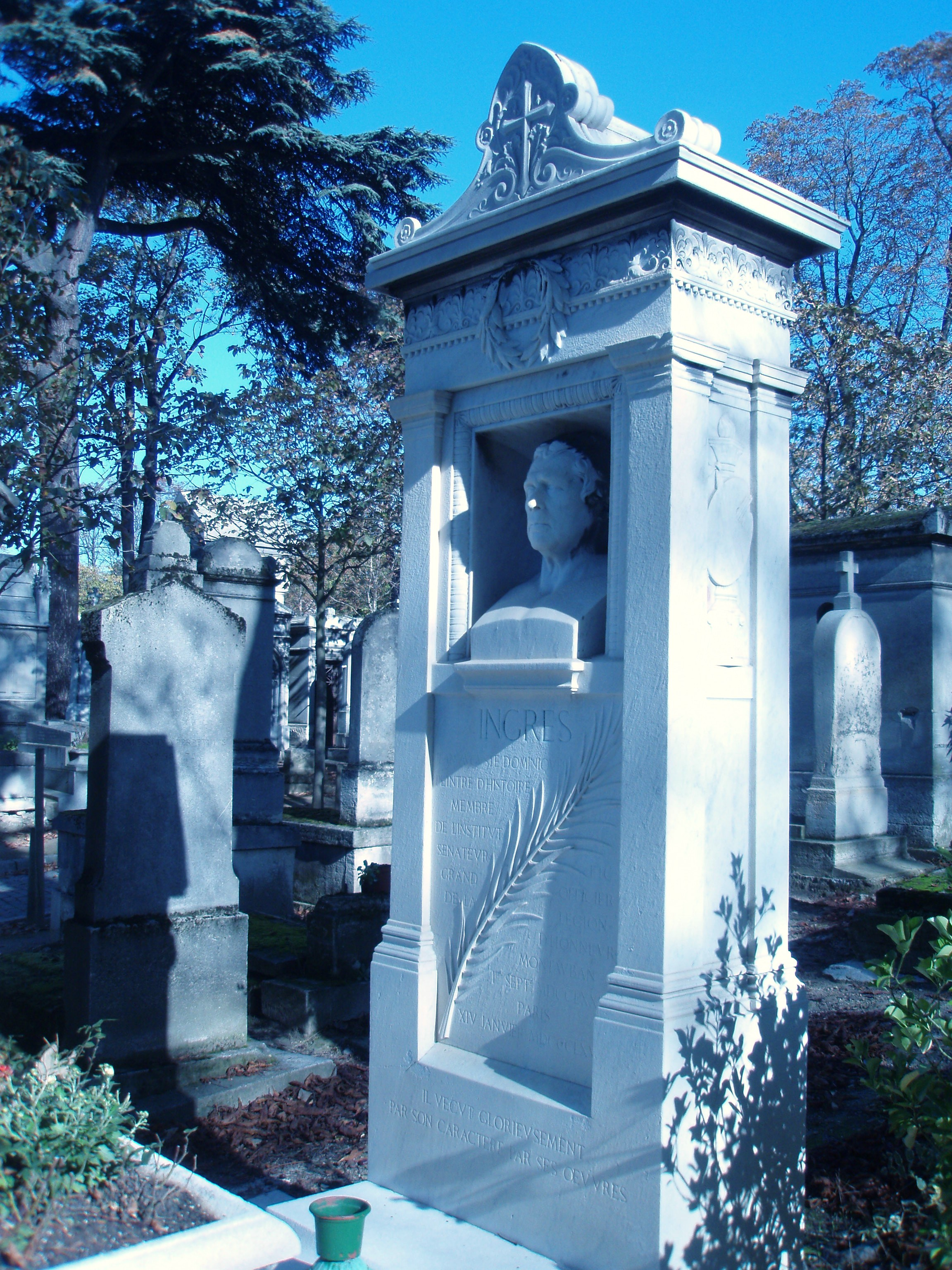
Tumba de Ingres
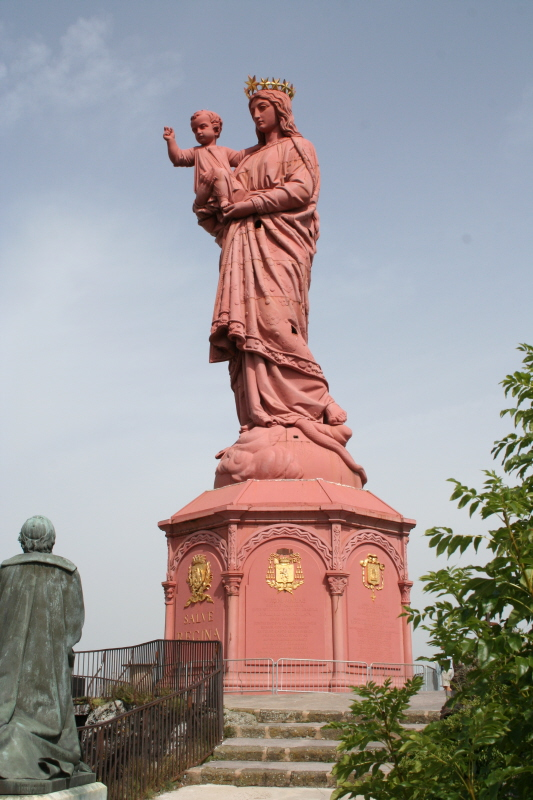
Le Puy-en-Velay
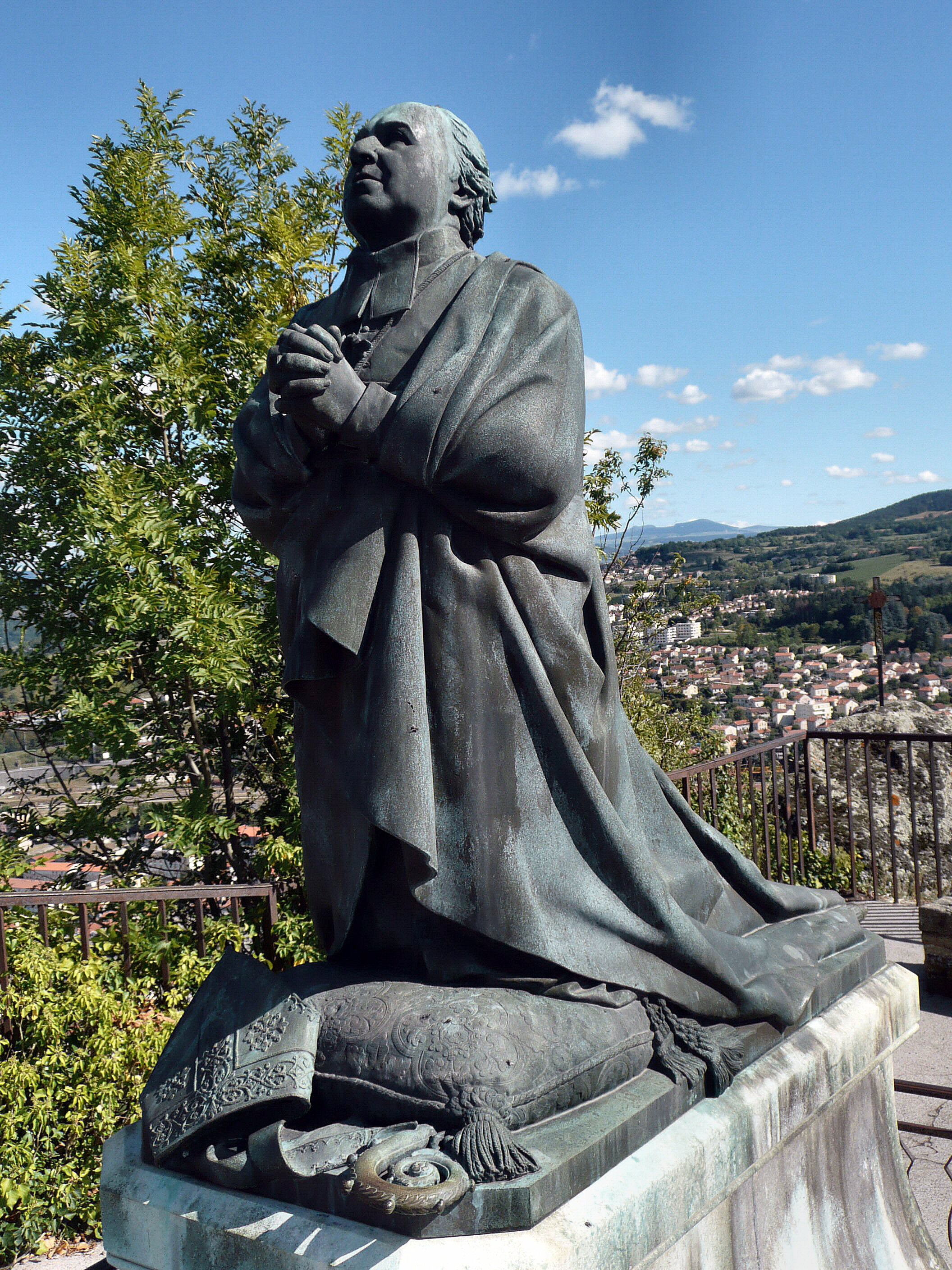
Estatua de Auguste de Morlhon, 1864, Le Puy-en-Velay
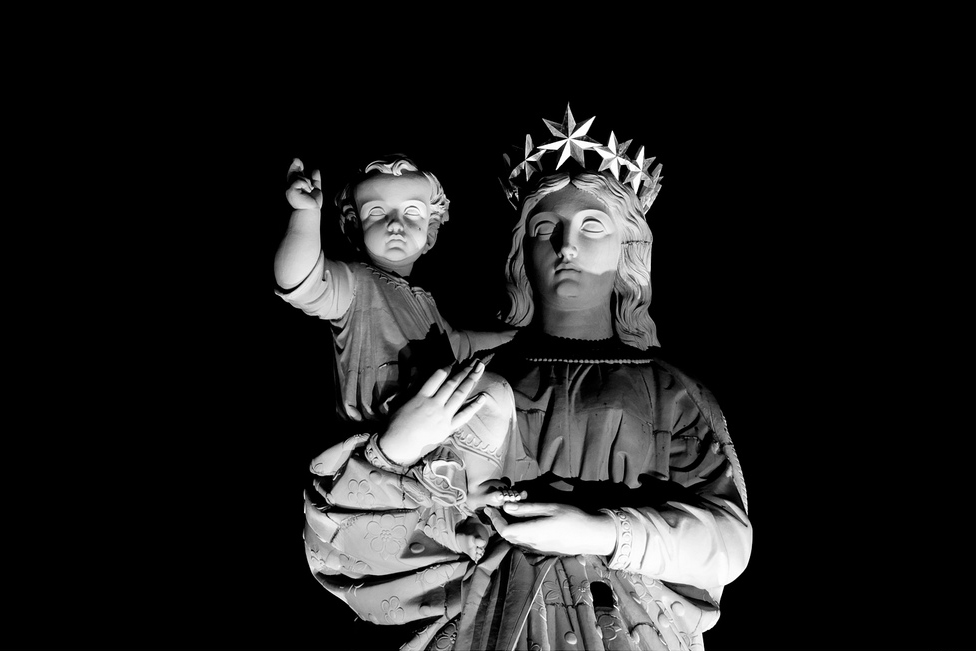
Detalle

## Recursos
- Pierre Kjellberg, Le Nouveau guide des statues de Paris, La Bibliothèque des Arts, París, 1988.
- Emmanuel Schwartz, Les Sculptures de l'École des Beaux-Arts de Paris. Histoire, doctrines, catalogue, École nationale supérieure des Beaux-Arts, París, 2003.
- Daniel Cady Eaton, A Handbook of Modern French Sculpture,
- Thierry Boyer-Bonnassieux